# Mathieu de Dombasle

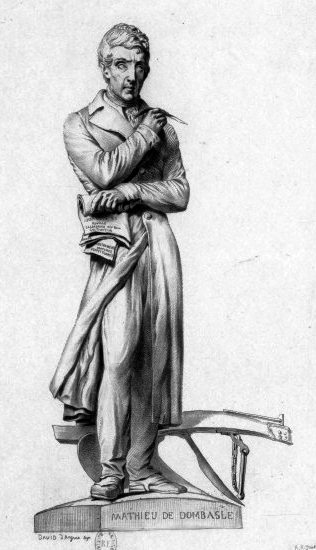
Christophe-Joseph-Alexandre Mathieu de Dombasle

Christophe-Joseph-Alexandre Mathieu de Dombasle, född 26 februari 1777 i Nancy, död där 27 december 1843, var en fransk agronom. 
Dombasle inlade stora förtjänster om jordbruket, i synnerhet genom sina studier över växelbruket.